# Meistaraflokkur 1932
La Meistaraflokkur 1932 fu la 21ª edizione del campionato di calcio islandese concluso con la vittoria del KR al suo ottavo titolo.

## Formula
Dopo la pausa della stagione precedente l'ÍBA tornò a disputare il torneo che fu così giocato da cinque squadre che disputarono un turno di sola andata per un totale di quattro partite.

## Squadre partecipanti
| Club     | Città     | Posizione 1931     |
| -------- | --------- | ------------------ |
| Fram     | Reykjavík | 4°                 |
| KR       | Reykjavík | Campione d'Islanda |
| Valur    | Reykjavík | 2°                 |
| Víkingur | Reykjavík | 3°                 |
| ÍBA      | Reykjavík | Non partecipante   |

Tutti gli incontri si disputarono allo stadio Melavöllur, impianto situato nella capitale.

## Classifica finale
|                    | Pos. | Squadra  | Pt | G | V | N | P | GF | GS | DR  |
| ------------------ | ---- | -------- | -- | - | - | - | - | -- | -- | --- |
| Islanda (bandiera) | 1.   | KR       | 7  | 4 | 3 | 1 | 0 | 15 | 5  | +10 |
|                    | 2.   | Valur    | 5  | 4 | 2 | 1 | 1 | 5  | 3  | +2  |
|                    | 3.   | ÍBA      | 4  | 4 | 2 | 0 | 2 | 6  | 5  | +1  |
|                    | 4.   | Fram     | 4  | 4 | 2 | 0 | 2 | 3  | 5  | -2  |
|                    | 5.   | Víkingur | 0  | 4 | 0 | 0 | 4 | 1  | 12 | -11 |

Legenda:

      Campione di Islanda
Note:

Due punti a vittoria, uno a pareggio, zero a sconfitta.

### Verdetti
- KR Campione d'Islanda 1932.